# Канадзава (равнина)
Канадзава или Кага (яп. 金沢平野 канадзава-хэйя) — равнина в Японии, расположенная на западе острова Хонсю, на юге префектуры Исикава.
На юго-востоке равнина доходит до гор Кага (высочайшая вершина — Хакусан), на северо-западе её омывает Японское море. Через равнину протекают реки Тедори, Сай, Асано, Какехаси, Дайсёдзи и другие, образующие конусы выноса и дельты. Многие из прибрежных лагун были осушены. У северной оконечности равнины лежит лагуна Кахоку-гата, у южной — Сибаяма-гата.
На севере равнины, у устья Сая, лежит город Канадзава, южнее которого находятся города Хакусан, Комацу и Кага. По равнине проложены главная линия Хокурику, дорога национального значения № 8 и скоростная трасса Хокурику. Равнина является крупнейшим рисоводческим регионом префектуры.
Равнина сложена аллювиальными осадками, накапливавшимися начиная с Фландрской трансгрессии. Нижний слой осадков сформировался в неогене и плейстоцене, верхний состоит из послеледниковых отложений. Вдоль побережья тянутся сформировавшиеся в голоцене дюны.
Зимой на равнине выпадает большое количество снега, весной она подвержена влиянию фёна.